# Condado de Utah
O Condado de Utah (em inglês:  Utah County) é um dos 29 condados do estado norte-americano do Utah. A sede e maior cidade do condado é Provo. Foi fundado em 1852.
O condado tem uma área de 5 553 km², dos quais 5 189 km² estão cobertos por terra e 364 km² por água, uma população de 516 564 habitantes, e uma densidade populacional de 99,5 hab/km² (segundo o censo nacional de 2010). É o segundo condado mais populoso do Utah.